# ريبيكا ألبرت
ريبيكا ألبرت (بالإنجليزية: Rebecca Alpert) هي بروفيسورة وحاخامة أمريكية، ولدت في 12 أبريل 1950 في بروكلين في الولايات المتحدة.